# Ватерберг

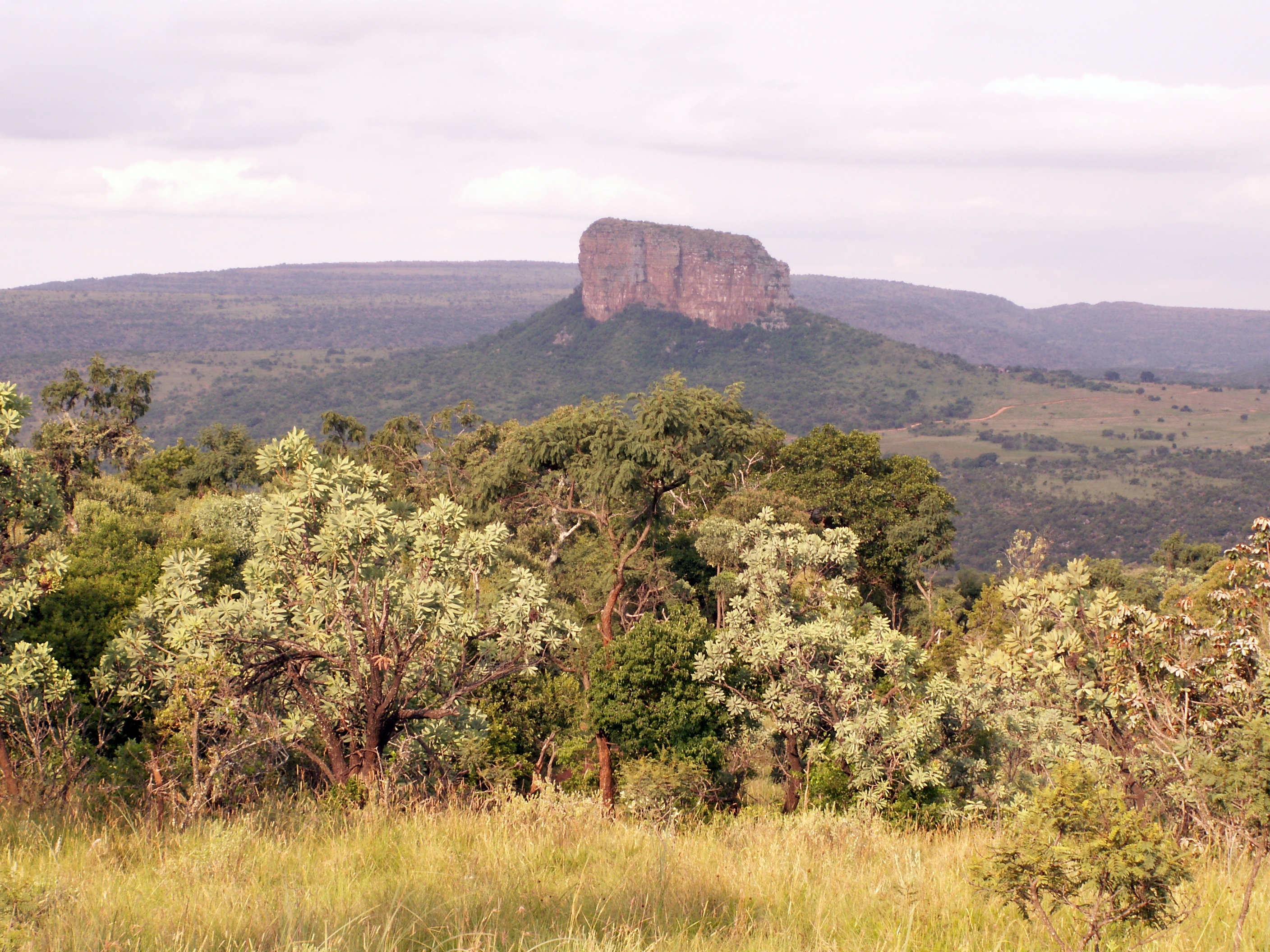
Краєвид пасма Ватерберг

Ва́терберг (англ. Waterberg) — гірське пасмо на північному сході Південно-Африканської Республіки, в провінції Лімпопо.
Гряда Ватерберг простягається від міста Табазімбі (Thabazimbi) на півдні до річки Лапалапа (Lapalala) на північному сході. В екологічному плані у Ватерберзі домінує екосистема біомів сухих лісів, що частково скидують листя, нерідкими є також заболочені місцини. На рівних ділянках гір свій початок беруть лісові струмки.
У 2001 році територію Ватербергу було оголошено ЮНЕСКО біосферним заповідником.